# Turbonilla tremperi
Turbonilla tremperi är en snäckart som beskrevs av Bartsch 1917. Turbonilla tremperi ingår i släktet Turbonilla och familjen Pyramidellidae. Inga underarter finns listade i Catalogue of Life.